# إدغار نيلسون ترانزو
إدغار نيلسون ترانزو (بالإنجليزية: Edgar Nelson Transeau)‏ (1875-1960) عالم نبات أمريكي وعالم نفس شغل منصب رئيس الجمعية النباتية الأمريكية وجمعية البيئة الأمريكية.

## روابط خارجية
- أعمال أو نبذة عن إدغار نيلسون ترانزو على أرشيف الإنترنت